# 3/24
 (mars 2025).
Motif : Pas de trace de sources secondaires traitant avec un minimum de profondeur du sujet de l'article ; en l'état les informations pertinentes semblent pouvoir se limiter à une mention sur TVCat
- Archive Wikiwix
- Bing
- Cairn
- DuckDuckGo
- E. Universalis
- Gallica
- Google
- G. Books
- G. News
- G. Scholar
- Persée
- Qwant
- (zh) Baidu
- (ru) Yandex
- (wd) trouver des œuvres sur Wikidata

| 1. | Préciser le motif de la pose du bandeau. | Précisez le motif de la pose du bandeau en utilisant la syntaxe suivante : {{admissibilité à vérifier\|date=mars 2025\|motif=remplacez ce texte par le motif}}            |
| 2. | Informer les utilisateurs concernés.     | Pensez à avertir le créateur de l'article, par exemple, en insérant le code ci-dessous sur sa page de discussion : {{subst:avertissement admissibilité à vérifier\|3/24}} |

3/24 est une chaîne de télévision publique d'information en continu espagnole appartenant au groupe Corporació Catalana de Mitjans Audiovisuals à travers sa filiale Televisió de Catalunya (TVC). Diffusée sur la télévision numérique terrestre catalane et en streaming sur internet, elle émet vingt-quatre heures sur vingt-quatre. Sa programmation est entièrement en catalan, à l'exception d'un court bulletin d'information en aranais (variété d'occitan parlée au Val d'Aran).

## Présentation
Les premières émissions de 3/24 débutent le 11 septembre 2003. Première chaîne d'information en continu entièrement en catalan, elle est destinée à la télévision numérique terrestre, et est intégrée au multiplex de TVC aux côtés des autres chaînes du groupe.
Centrée sur l'actualité en Catalogne et dans les Pays catalans, elle ne néglige pas pour autant les informations nationales et internationales. Sa grille des programmes est structurée autour des bulletins d'information, diffusés toutes les demi-heures (en direct de 7h à 1h), suivis des informations météorologiques, des derniers résultats sportifs, de décrochages en direct de la bourse de Barcelone ou de reportages. Le matin, la chaîne diffuse également des informations sur le trafic routier catalan, avec un éclairage tout particulier sur Barcelone et sa métropole. 3/24 reprend en direct sur son antenne les deux grands journaux télévisés de TV3, Telenotícies Migdia (14h30-15h30) et Telenotícies Vespre (21h-22h). De la même façon, elle reprend également le rendez-vous matinal de TV3, Els matins de TV3.

Le 5 octobre 2009, la chaîne diffuse pour la première fois un bulletin d'information en aranais. Le 2 février 2010, 3/24 est la première chaîne d'information d'Espagne à émettre au format 16:9 vingt-quatre heures sur vingt-quatre, et le 10 janvier 2011, elle propose une traduction simultanée du journal du soir en langue des signes.

### Sources
- (ca) Cet article est partiellement ou en totalité issu de l’article de Wikipédia en catalan intitulé « 3/24 » (voir la liste des auteurs).